# Alexei Igorewitsch Bondal
Alexei Igorewitsch Bondal (russisch Алексей Игоревич Бондал, * 14. Dezember 1961) ist ein russischer Mathematiker, der sich mit Algebra und Algebraischer Geometrie befasst.

## Leben und Werk
Bondal wurde 1989 an der Lomonossow-Universität bei Alexei Iwanowitsch Kostrikin promoviert. 2005 habilitierte er sich (russischer Doktortitel). Er ist am Steklow-Institut in Moskau.
Bondal ist mit Michail Michailowitsch Kapranow ein Pionier in der Behandlung klassischer algebraischer Geometrie über Homologische Algebra, genauer derivierte Kategorien kohärenter Garben auf algebraischen Varietäten (Derivierte Algebraische Geometrie). Er beeinflusste auch die Ausformulierung der Rolle derivierter Kategorien in der Spiegel-Symmetrie algebraischer Varietäten (Homologische Spiegel-Symmetrie) durch Maxim Lwowitsch Konzewitsch. Mit Dmitri Olegowitsch Orlow gab er Bedingungen für die Rekonstruktion algebraischer Varietäten aus der derivierten Kategorie an. Er befasste sich auch mit der Anwendung derivierter Kategorien im Klassifizierungsprogramm höherdimensionaler algebraischer Varietäten (Minimal Model Program) von Shigefumi Mori und formulierte Vermutungen über deren Verhalten bei Flip und Flop Transformationen (Teilresultate wurden von Tom Bridgeland und Yūjirō Kawamata erzielt). Außerdem verfolgt er Anwendung in nichtkommutativer algebraischer Geometrie.
Er war Invited Speaker auf dem Internationalen Mathematikerkongress 2002 in Peking (Derived Categories of coherent sheaves, mit Dmitri Orlov).

## Schriften
- mit Michel Van den Bergh Generators and representability of functors in commutative and noncommutative geometry, Mosc. Math. J., Band 3, 2003, S. 1–36
- mit Michail Kapranov Enhanced triangulated categories, Math. USSR-Sbornik, 70, 1991,  93–107
- mit Kapranov Representable functors, Serre functors, and mutations, Math. USSR-Izvestija, 35, 1990, 519–541
- mit Dmitri Orlov Reconstruction of a variety from the derived category and groups of autoequivalences, Compositio Math., 125, 2001, 327–344
- From Algebras to Varieties, IPMU News, 2005, pdf